# آنا ملیتا

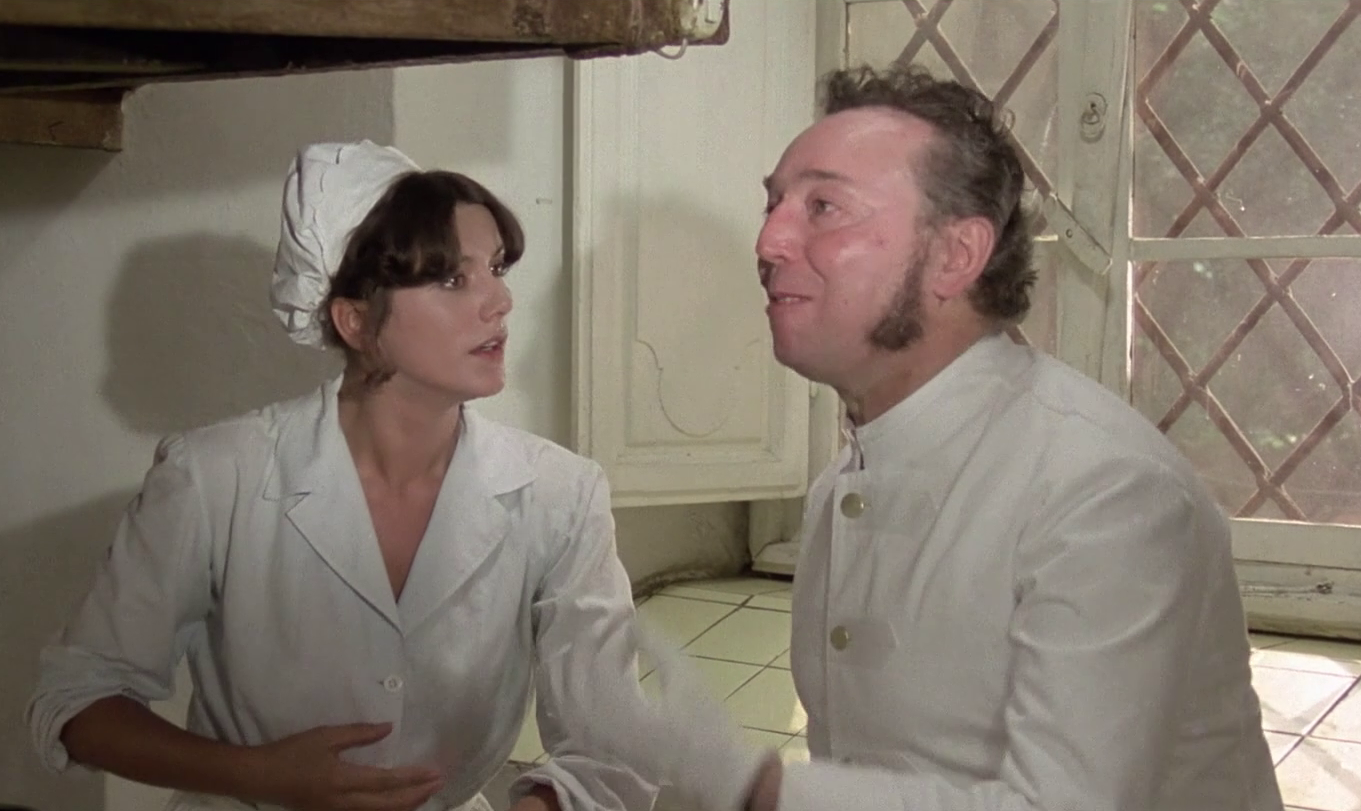
آنا ملیتا در صحنه‌ای از ضعف اخلاقی خانوادگی (۱۹۷۵)

آنا ملیتا (ایتالیایی: Anna Melita؛ زادهٔ ۱۱ آوریل ۱۹۵۲) بازیگر اهل ایتالیا است.
او که در چند فیلم در دهه هفتاد فعال بود، به لطف بازی در فیلم‌های کمدی و جنایی به محبوبیت قابل توجهی دست یافت. او اولین نقش اصلی خود را در فیلم مرد هوسران ایفا کرد که در آن در کنار جانکارلو جانینی بازی کرد. وی در سال‌های بعد فقط نقش‌های فرعی داشت. او در سال ۱۹۷۸ پس از نقش‌آفرینی در فیلم درام پسرم، من بی گناهم!، تنها پس از شش سال فعالیت، دنیای سینما را ترک کرد.

## گزیدهٔ فیلم‌شناسی
- سنبله، ثور، جدی (۱۹۷۷)
- دکتر زنان دوجانبه (۱۹۷۷)
- دختران اس‌اس (۱۹۷۷)
- کلاس مختلط (۱۹۷۶)
- ضعف اخلاقی خانوادگی (۱۹۷۵)
- حوری آسمانی (۱۹۷۵)
- شیفته (۱۹۷۴)
- زندان زنان (۱۹۷۴)
- خدمتکار (۱۹۷۴)
- آرنا (۱۹۷۴)
- مرد هوسران (۱۹۷۳)
- قصه‌های رومی یک تازه‌کار سابق (۱۹۷۲)